# Đồng bằng trung lưu sông Rhein phía trên

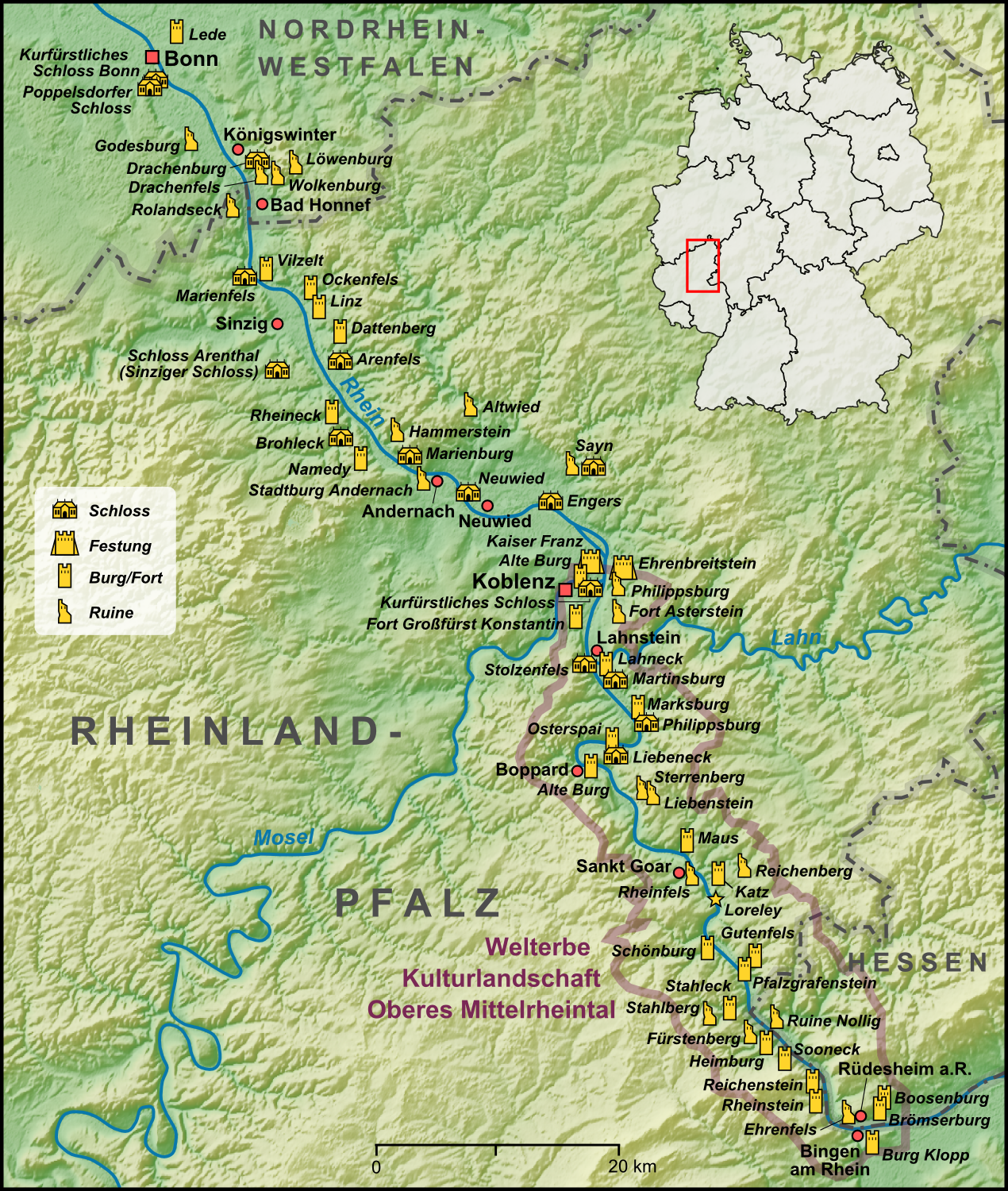
Bản đồ di sản Đồng bằng trung lưu sông Rhein phía trên

Đồng bằng trung lưu sông Rhein phía trên còn được gọi với tên phổ biến là Rhine Gorge kéo dài 65 km dọc theo sông Rhein là một trong những tuyến đường quan trọng của châu Âu, bao gồm các lâu đài, thị trấn cổ, các khu vườn nho bậc thang hình thành cách đây 2.000 năm là một cảnh quan lịch sử về sự phát triển của một vùng thung lũng hẹp bên sông.

## Địa chất
Địa chất chủ yếu của khu vực là đá phiến được hình thành từ lớp trầm tích kỷ Devon và đang hiện vẫn đang được nâng lên tạo thành các sườn núi dốc và các thung lũng hẹp rất đẹp như là Loreley.

## Văn hóa
Với địa hình ở đây, từ lâu đã hình thành các ruộng bậc thang cách đây 2.000 năm, phục vụ cho việc trồng nho ở các sườn núi hướng nam, hình thành các vùng rượu nho nổi tiếng như Mittelrhein.
Dòng sông đã trở thành một tuyến đường thương mại quan trọng, cửa ngõ dẫn vào trung tâm châu Âu từ thời tiền sử, cắt qua Slate Rhenish, nối các vùng Oberrheingraben với lưu vực đồng bằng sông Rhine ở hạ lưu. Với sự giàu có ngày càng tăng do việc buôn bán thương mại và nông nghiệp, nhiều lâu đài xuất hiện và thung lũng đã trở thành một khu vực quan trọng của La Mã. Trong chiến tranh, nhiều trong những lâu đài được xây dựng đã trở thành đống đổ nát, tạo thành một điểm thu hút đặc biệt đối với các tàu du lịch dọc theo dòng sông. Thung lũng trở thành một phần của nước Phổ và sau đó cảnh quan của nó trở thành một trong những cảnh đẹp tiêu biểu của Đức.

## Thắng cảnh
Cảnh quan ở thung lũng bao gồm: khoảng 60 khu định cư, 40 lâu đài (xây dựng trong khoảng 1.000 năm) kéo dài từ Bingen qua thung lũng Bacharach, thu hẹp ở hẻm Loreley sau đó mở rộng ở Neuwied, qua Gate Lahnstein; ngoài ra là nhiều ruộng bậc thang ở thượng lưu sông Rhein hình thành cách đây 2.000 năm.

## Các thành phố, thị trấn trong vùng
- Koblenz
- Lahnstein
- Rhens
- Braubach
- Boppard
- St Goarshausen
- Sankt Goar
- Loreley
- Oberwesel
- Kaub
- Bacharach
- Lorch
- Assmannshausen
- Bingen
- Rüdesheim

## Hình ảnh

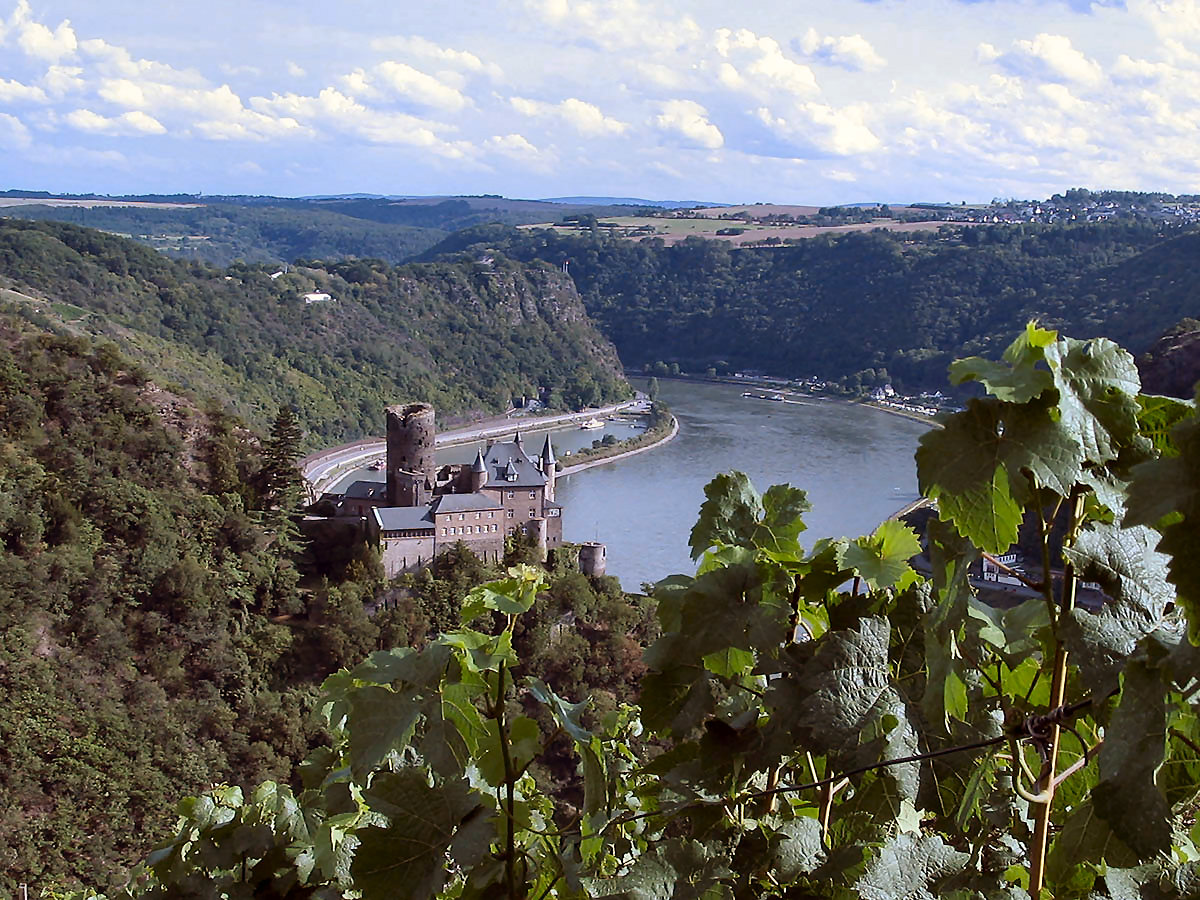
Lâu đài Katz
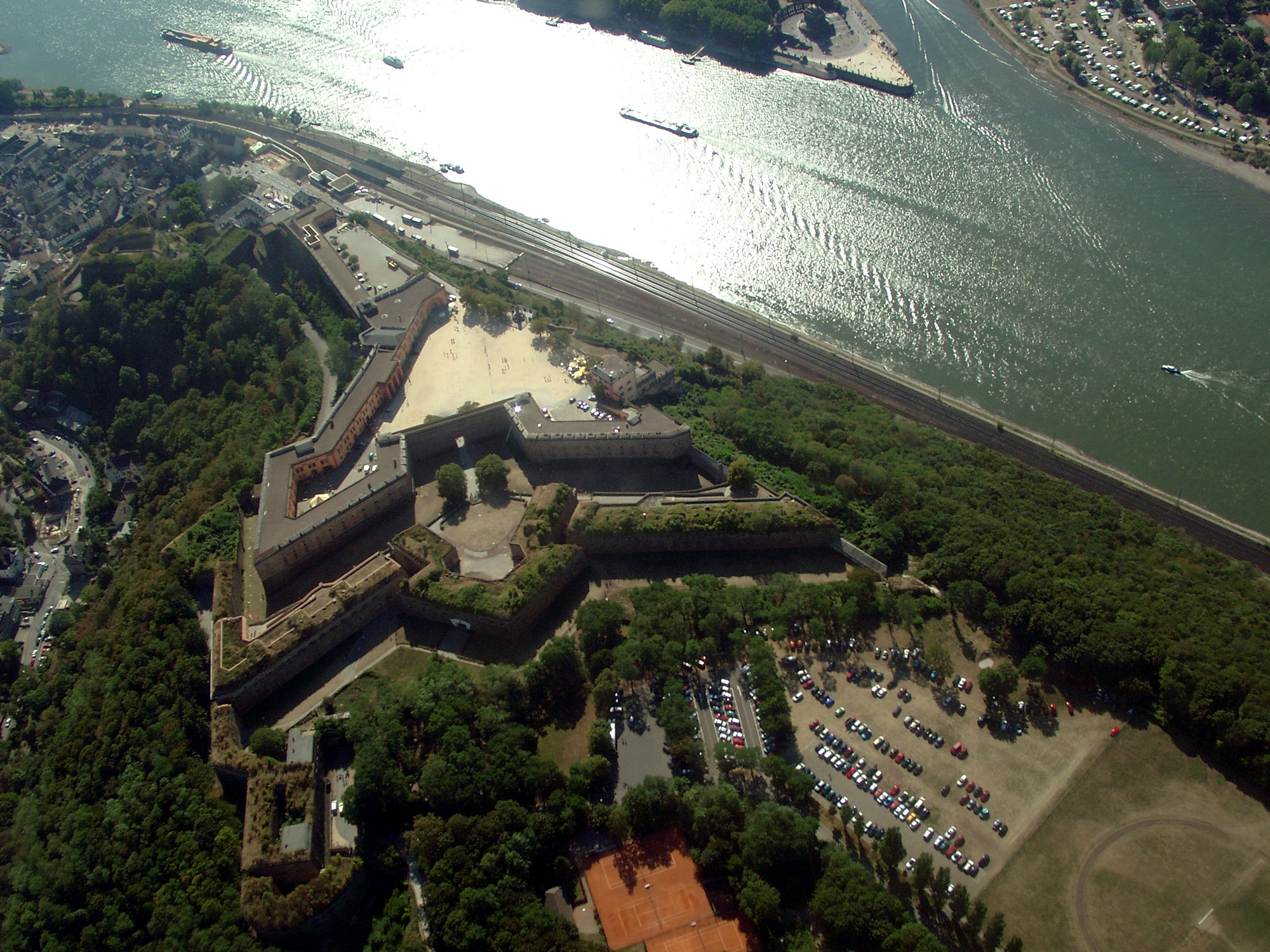
Koblenz cửa ngõ phía Bắc của di sản, cùng với pháo đài Ehrenbreitstein
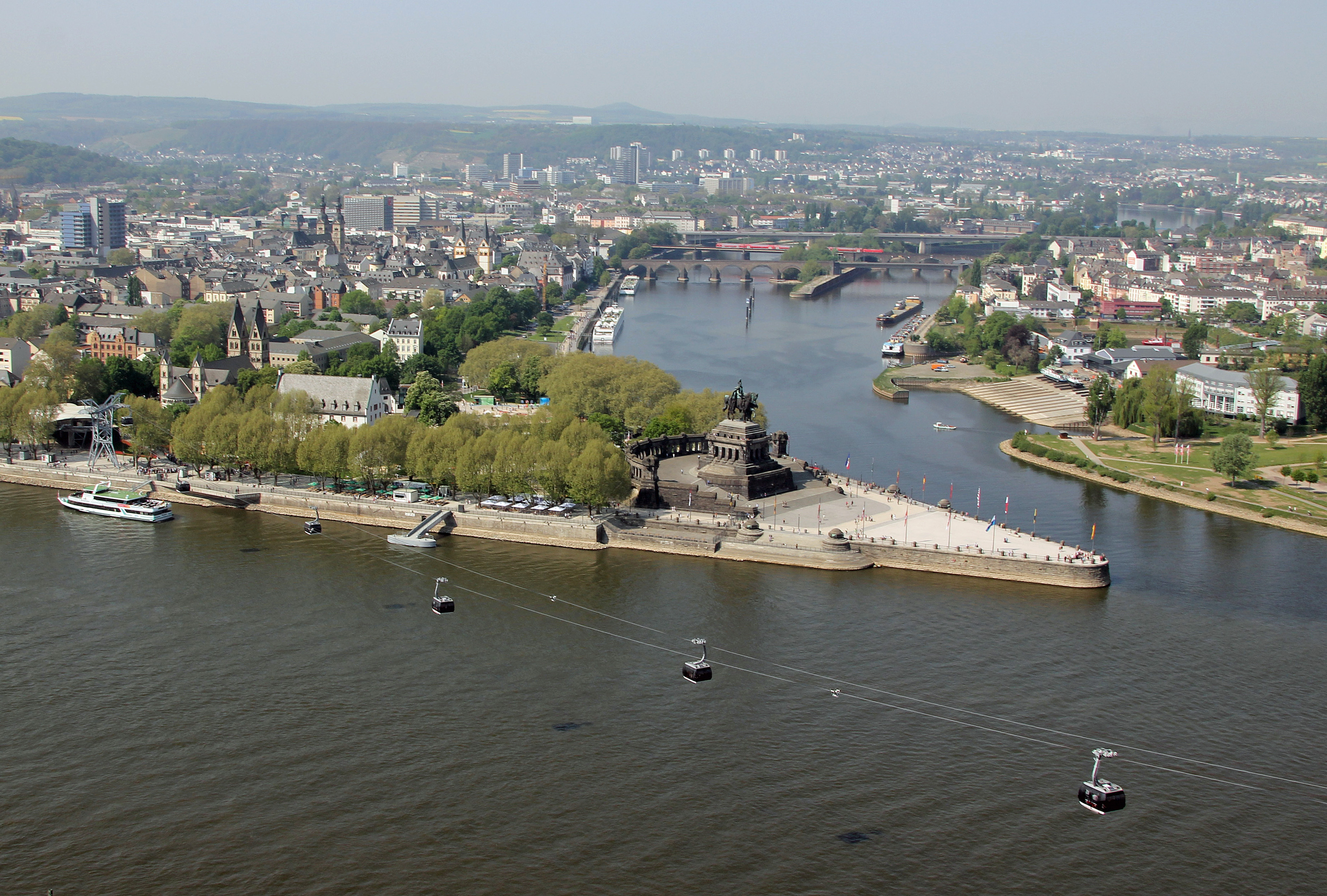
Deutsches Eck
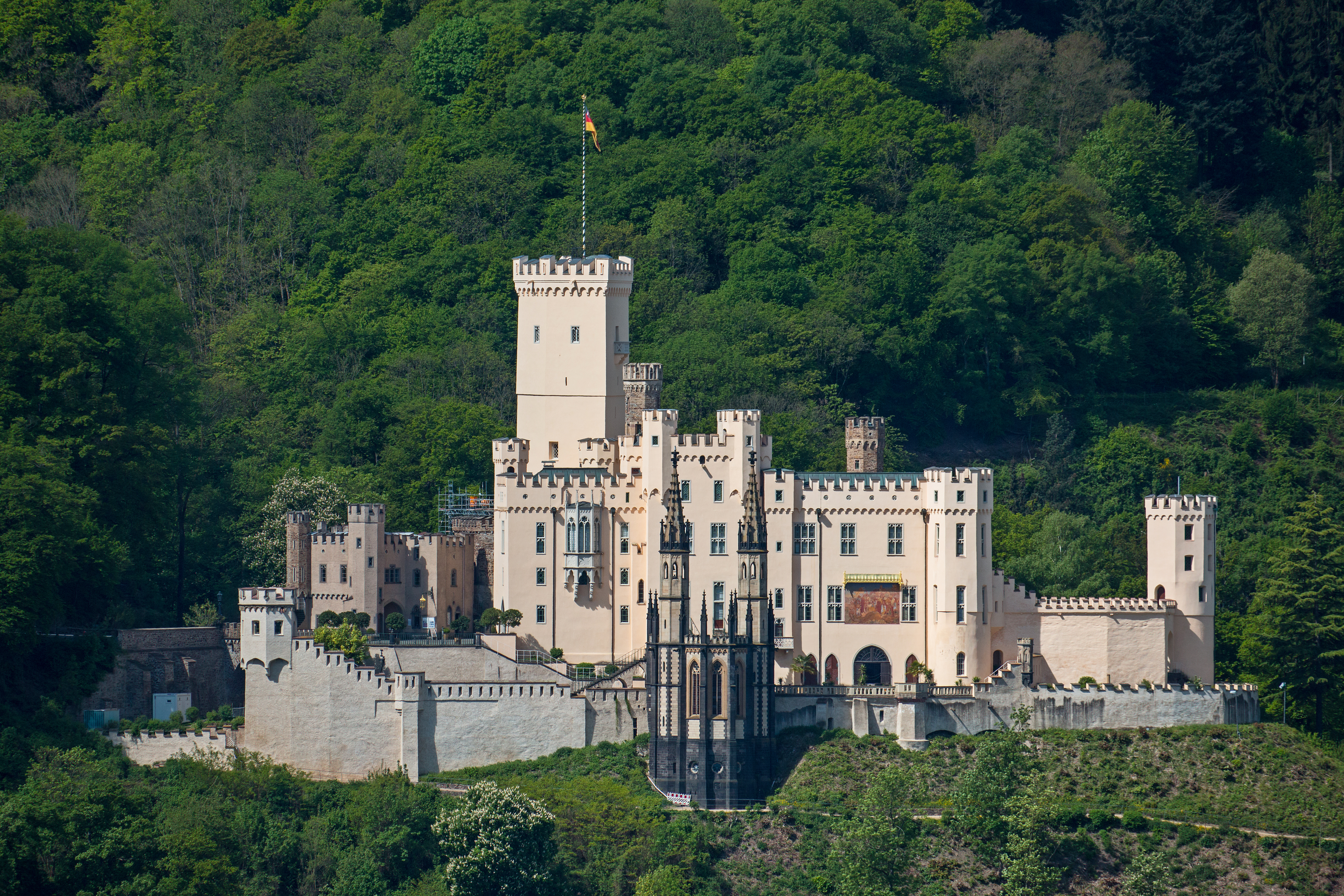
Lâu đài Stolzenfels gần Koblenz
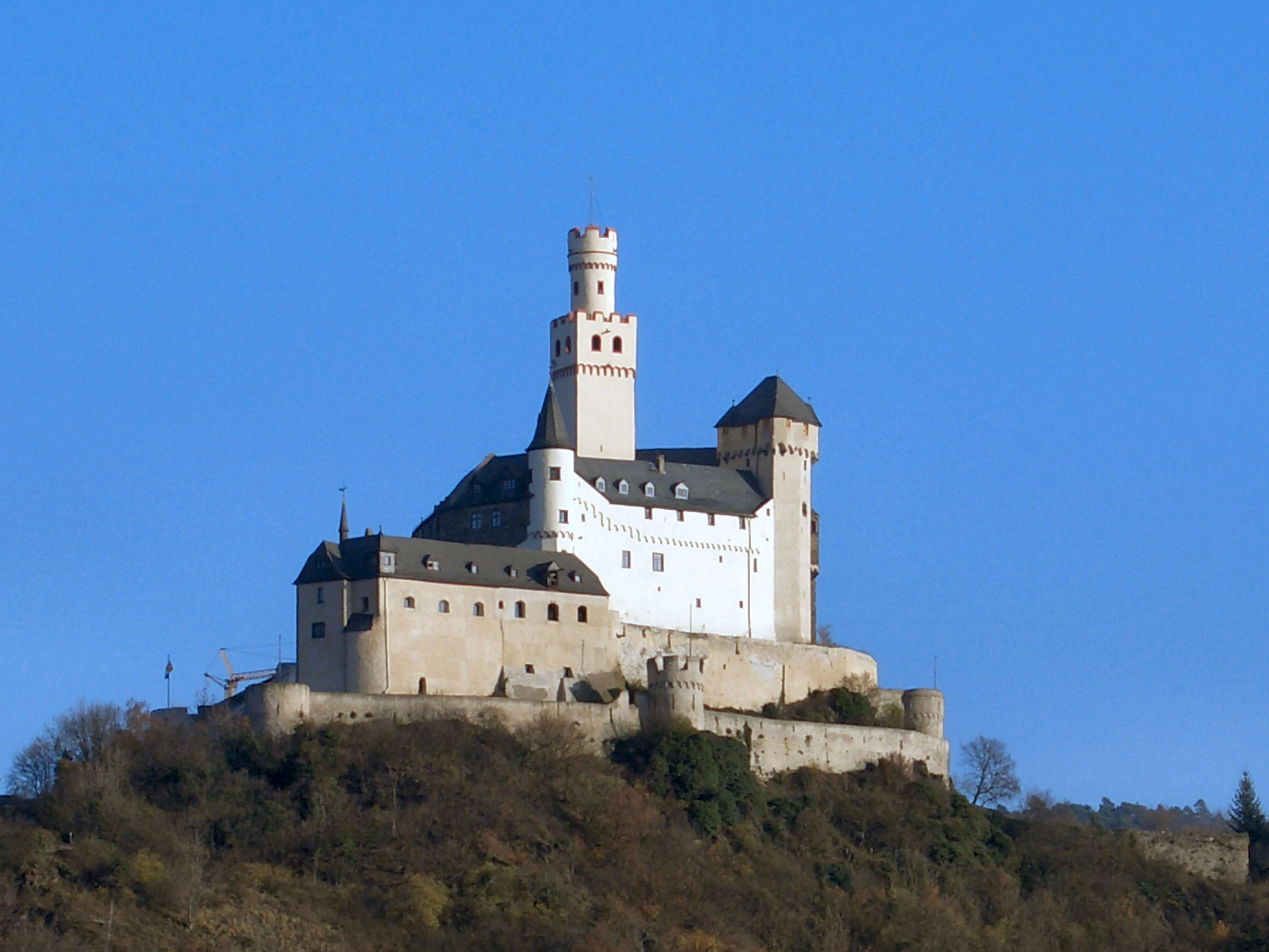
Lâu đài Marksburg
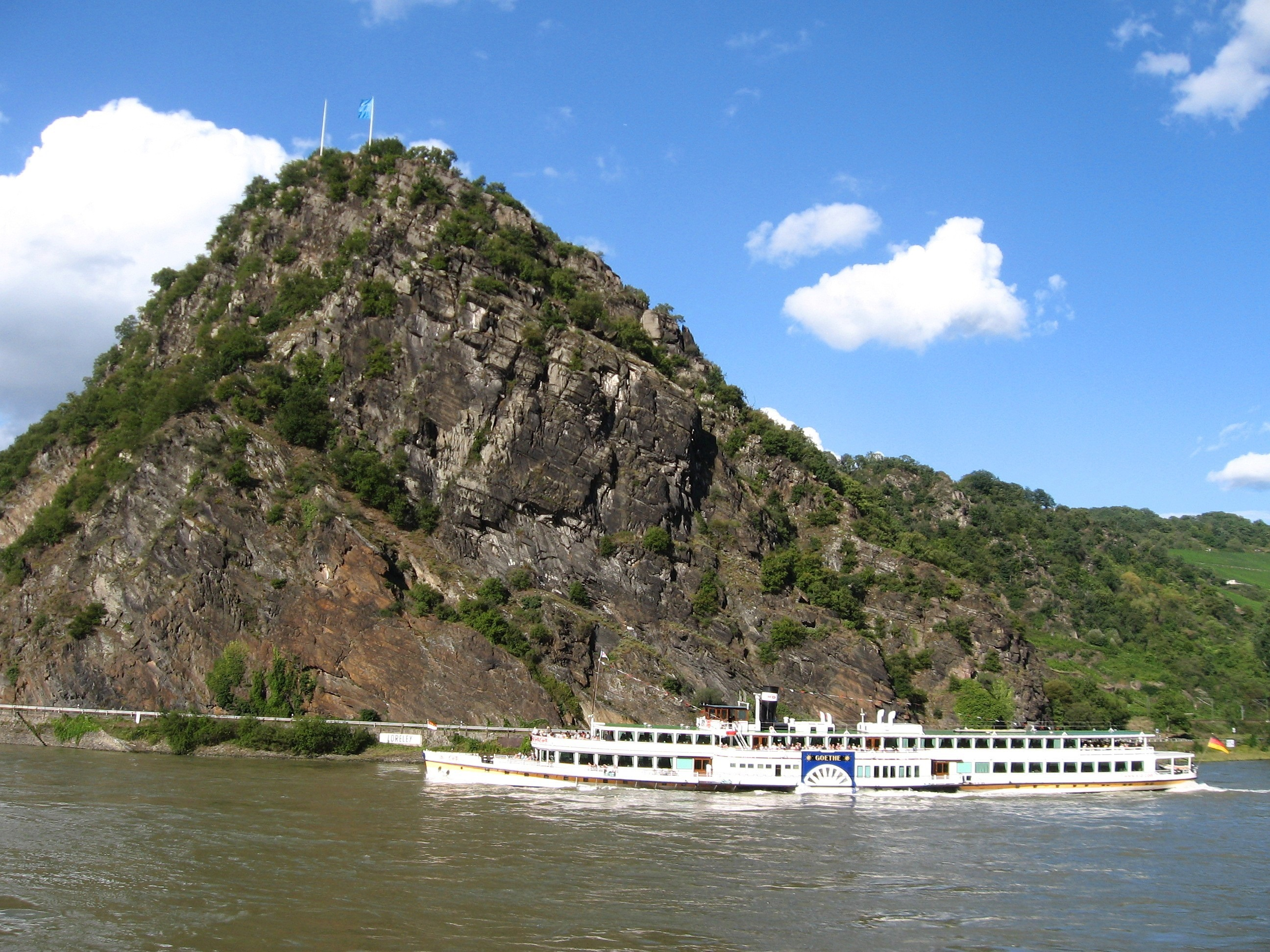
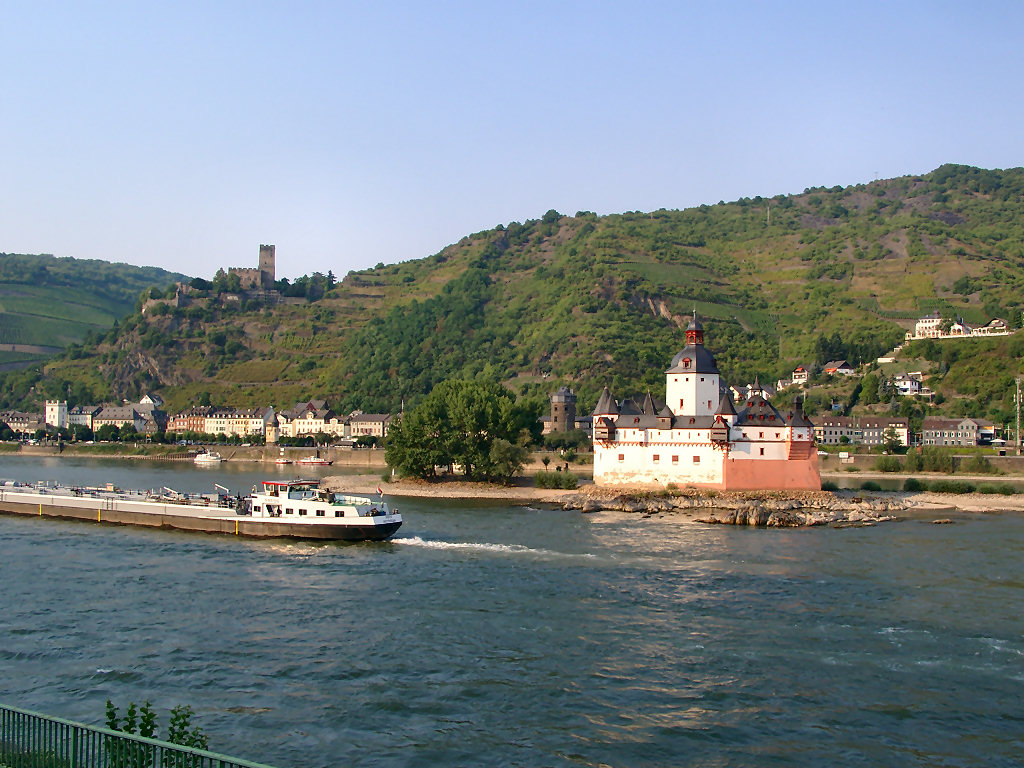
Lâu đài Pfalzgrafenstein ở Kaub hình con tàu trên đảo Falkenau, gần lâu đài Kaub
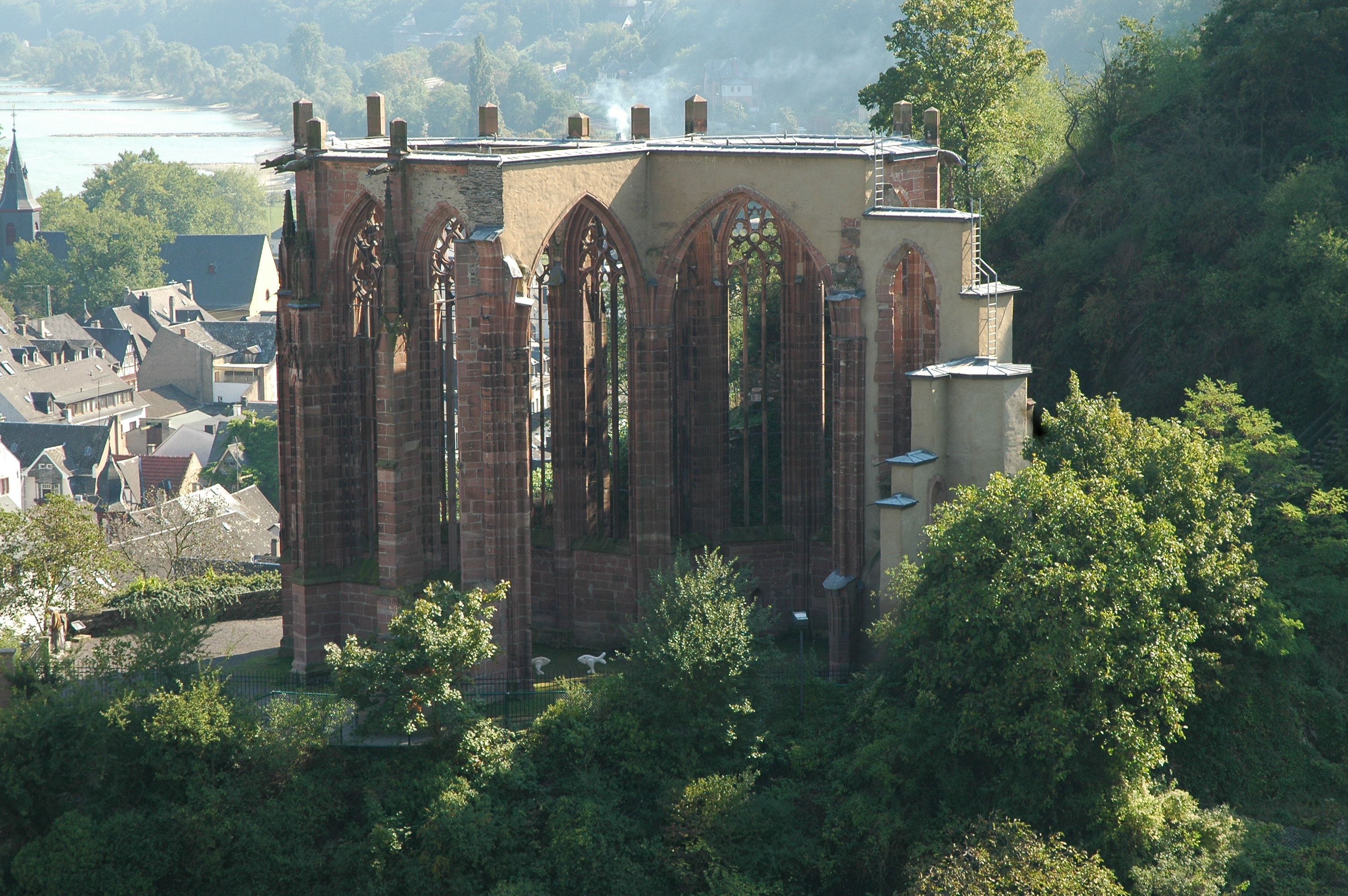
Werner Chapel ở thị trấn Bacharach
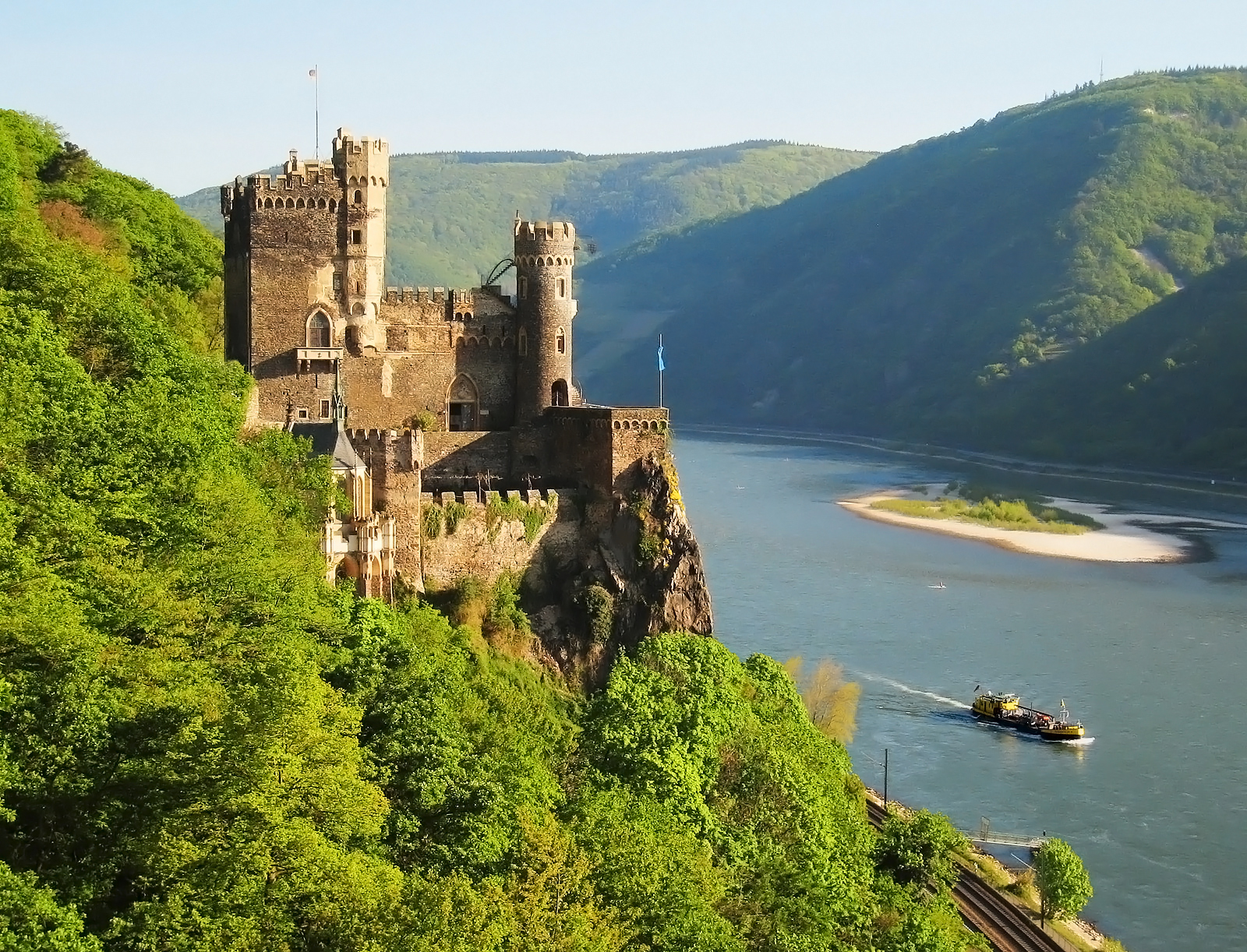
Lâu đài Rheinstein
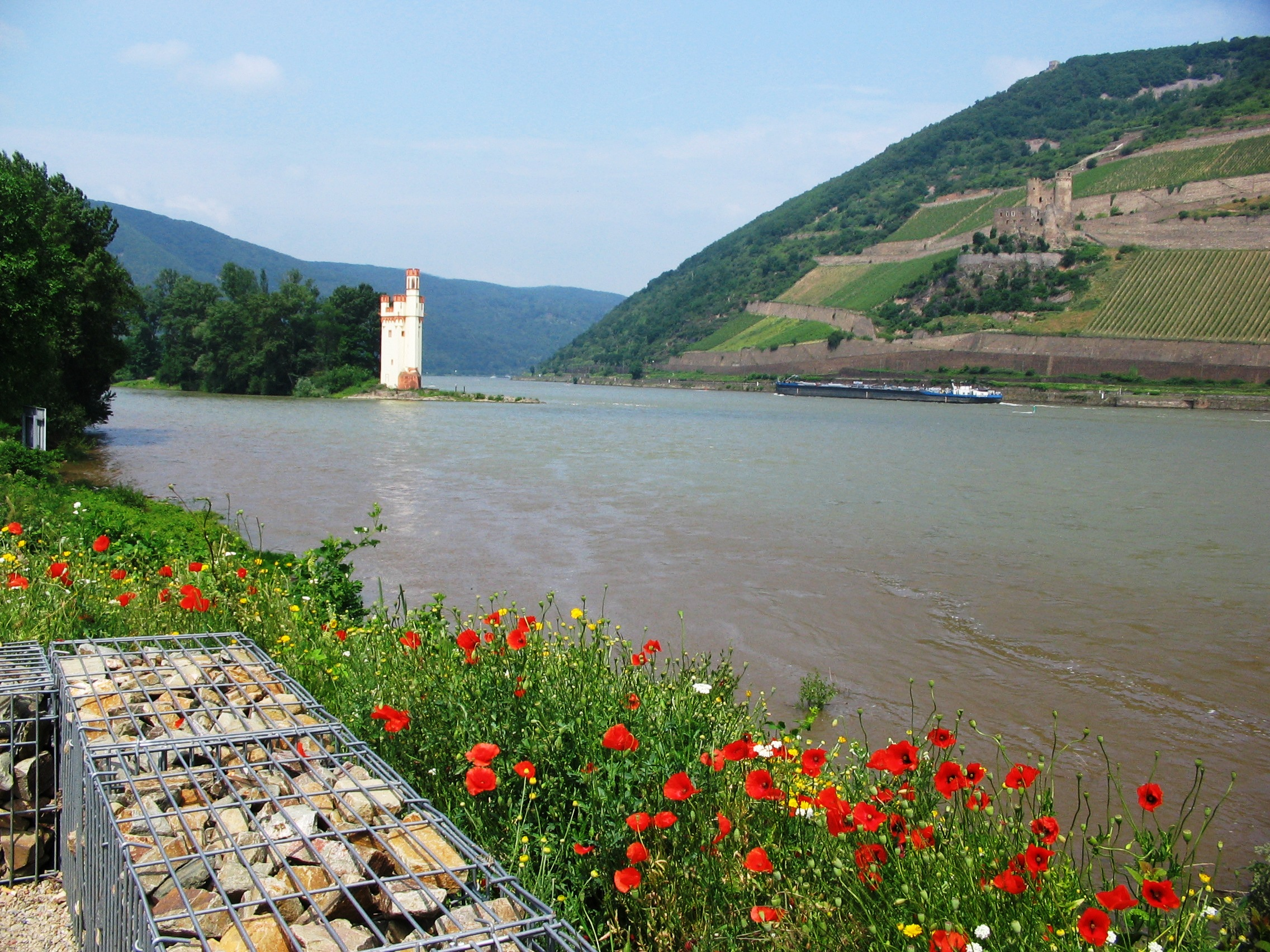
Cửa ngõ phía Nam Bingen
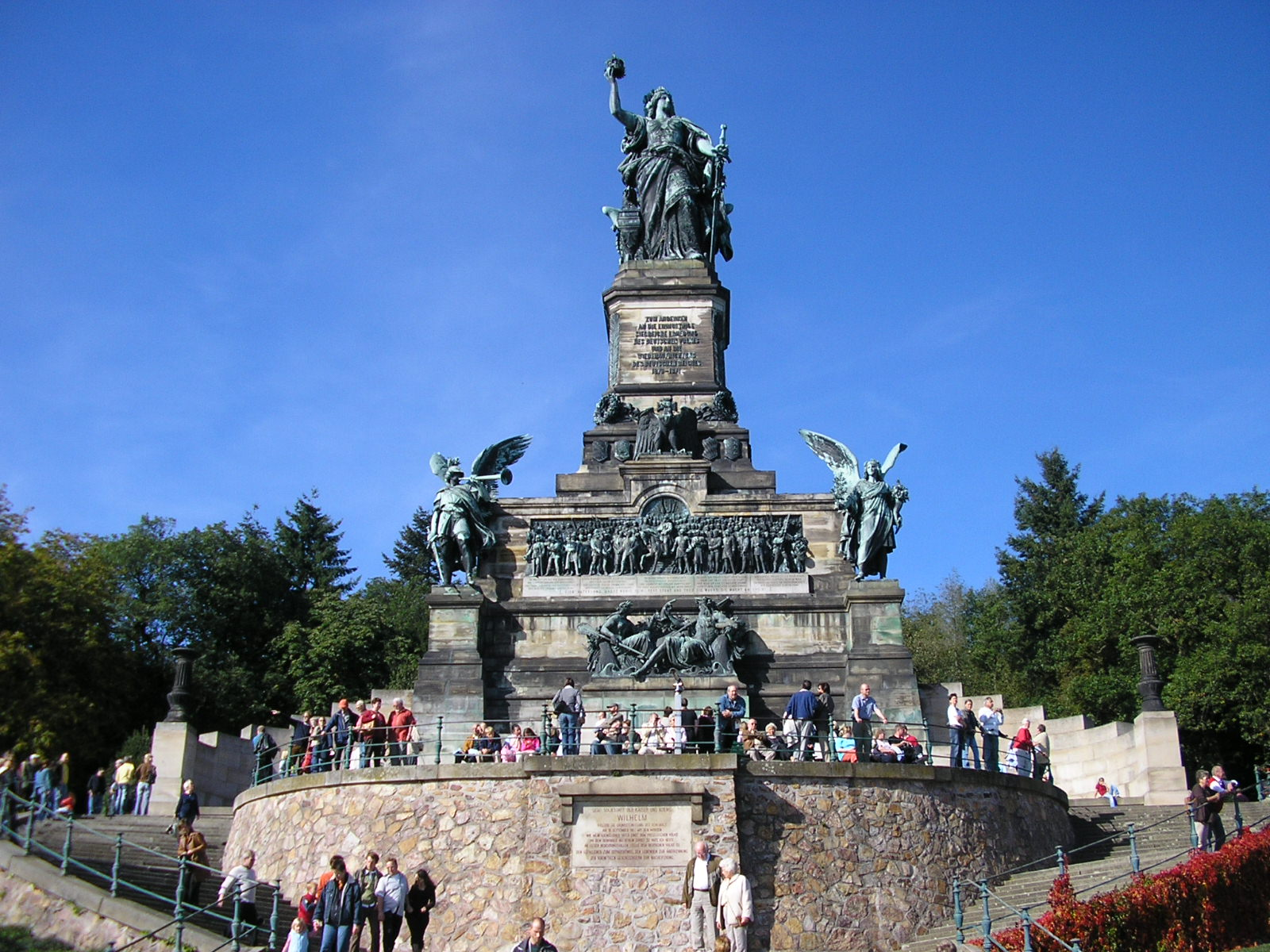
Đài kỉ niệm Niederwalddenkmal
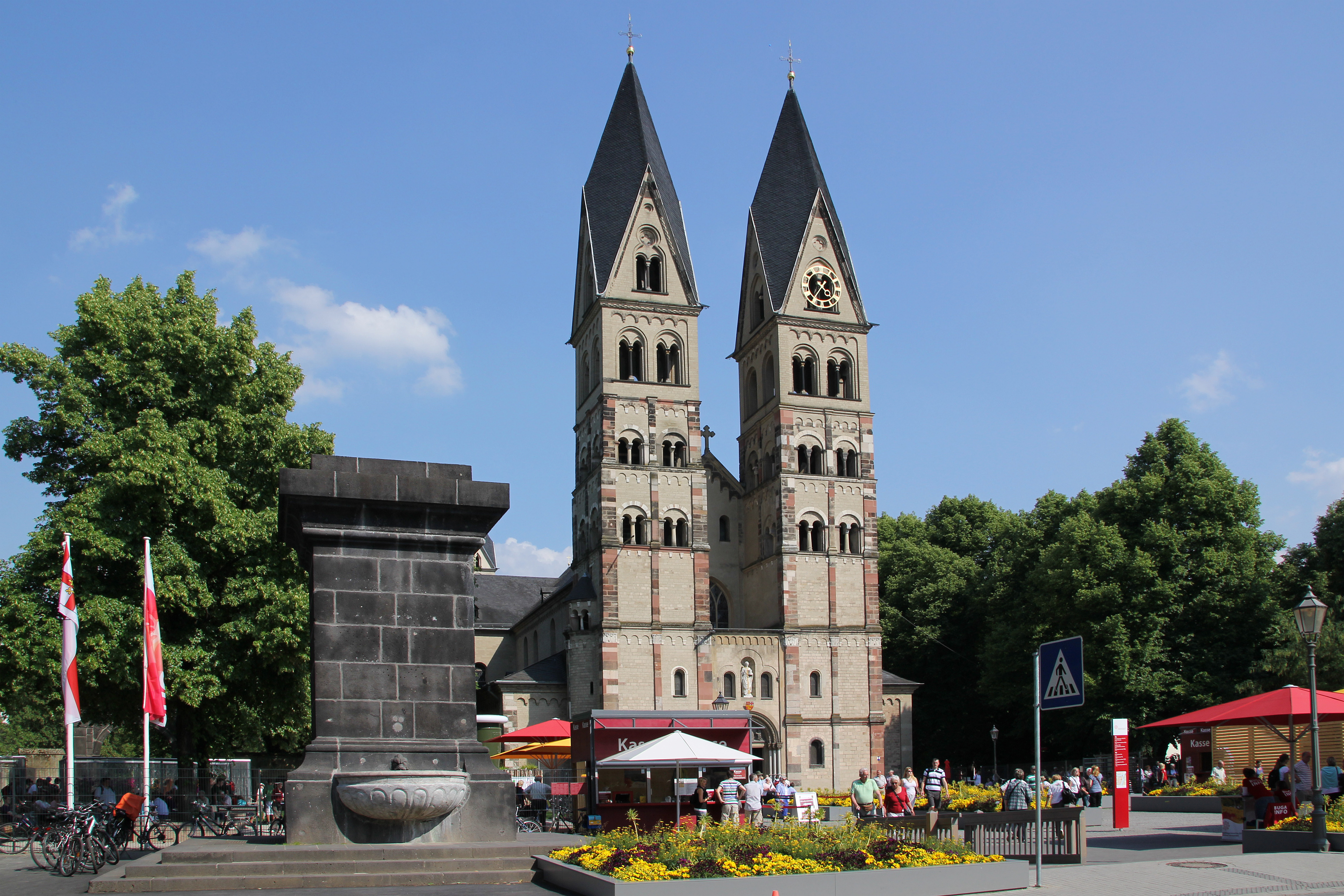
Nhà thờ St. Kastor
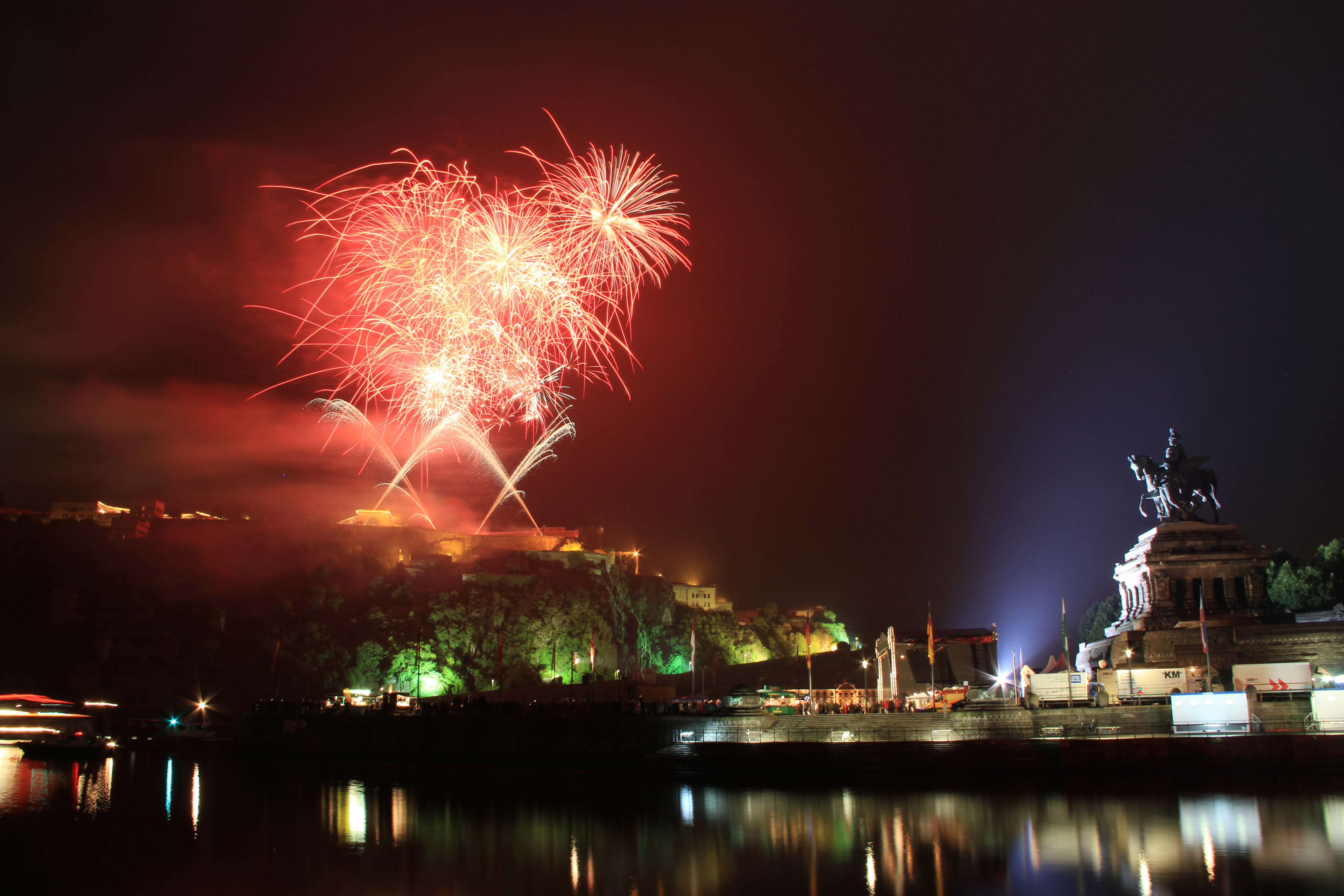
Rhein in Flammen in 2011, before the Ehrenbreitstein Fortress at Koblenz
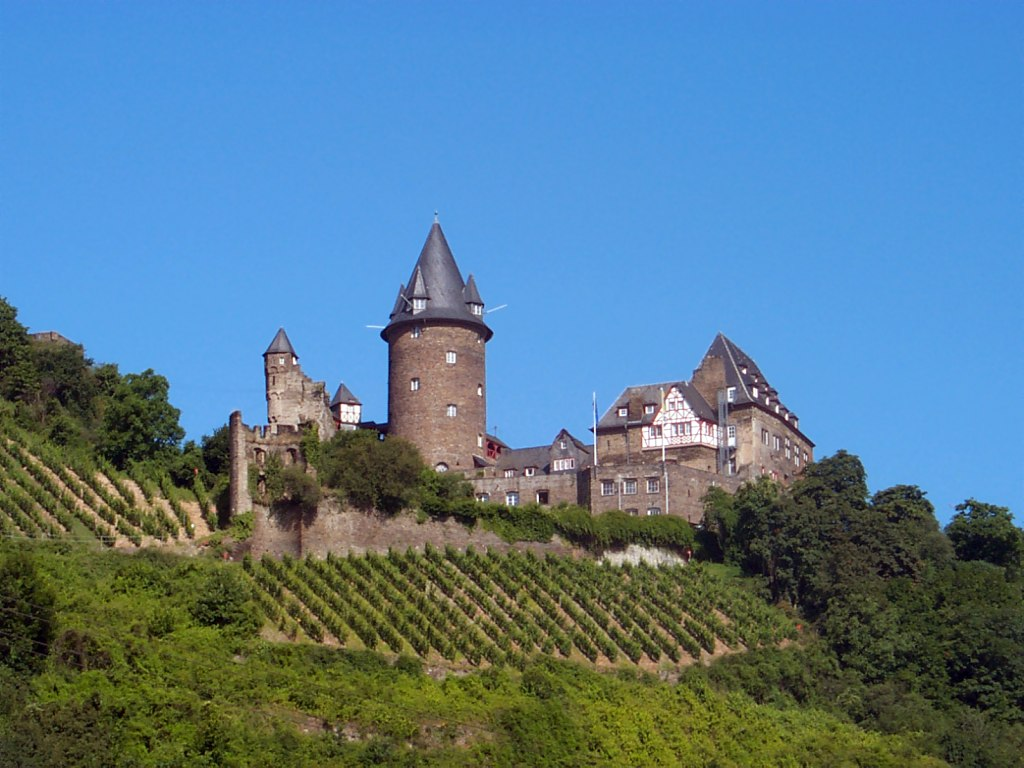
Lâu đài Stahleck
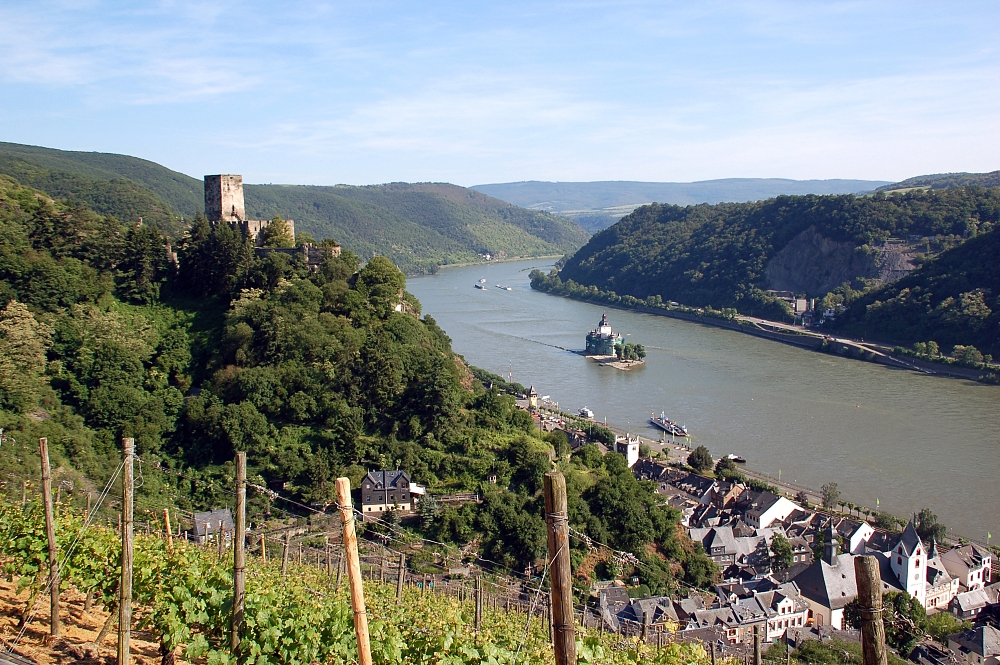
Đoạn thung lũng qua Kaub
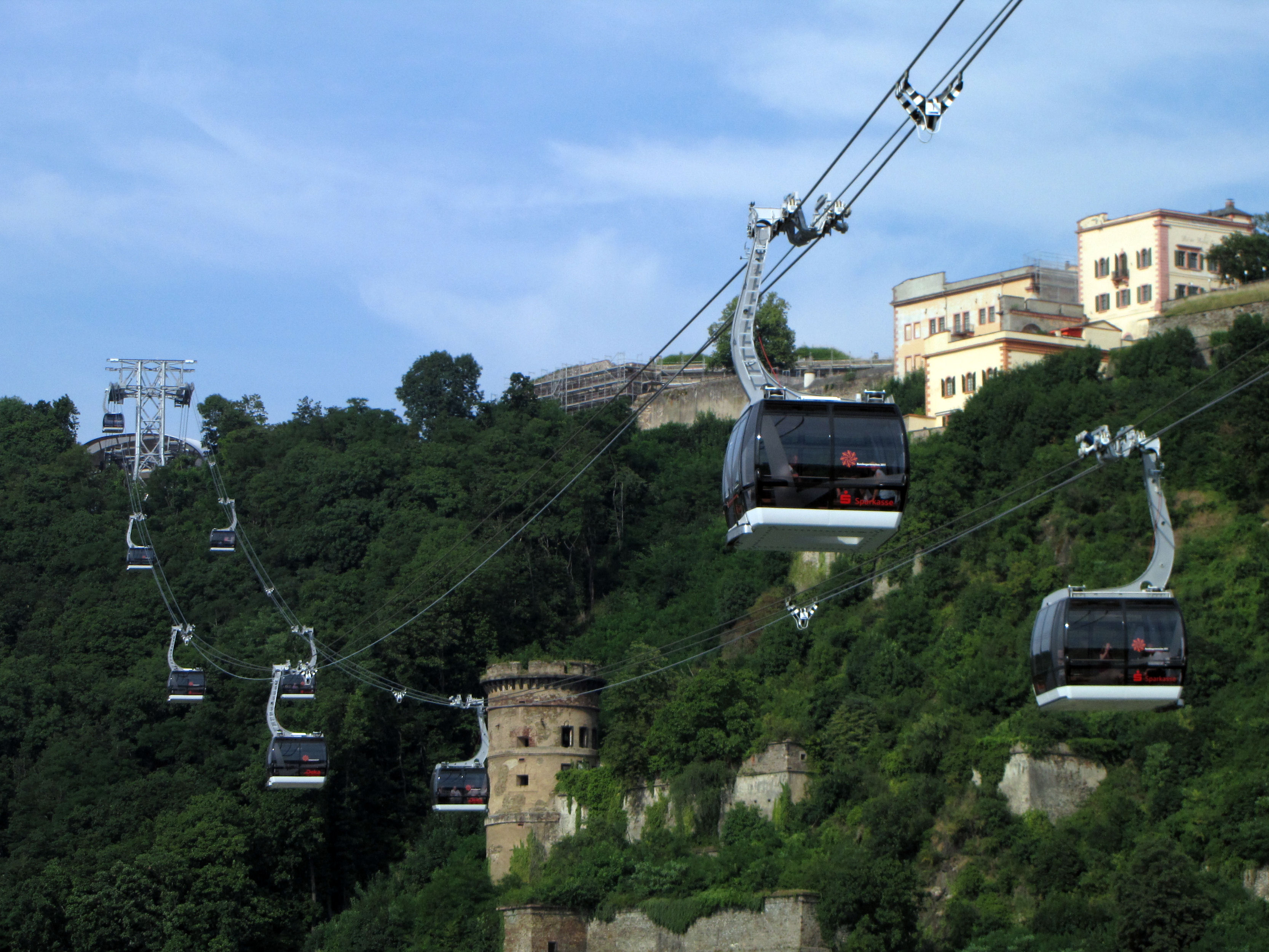
Koblenz
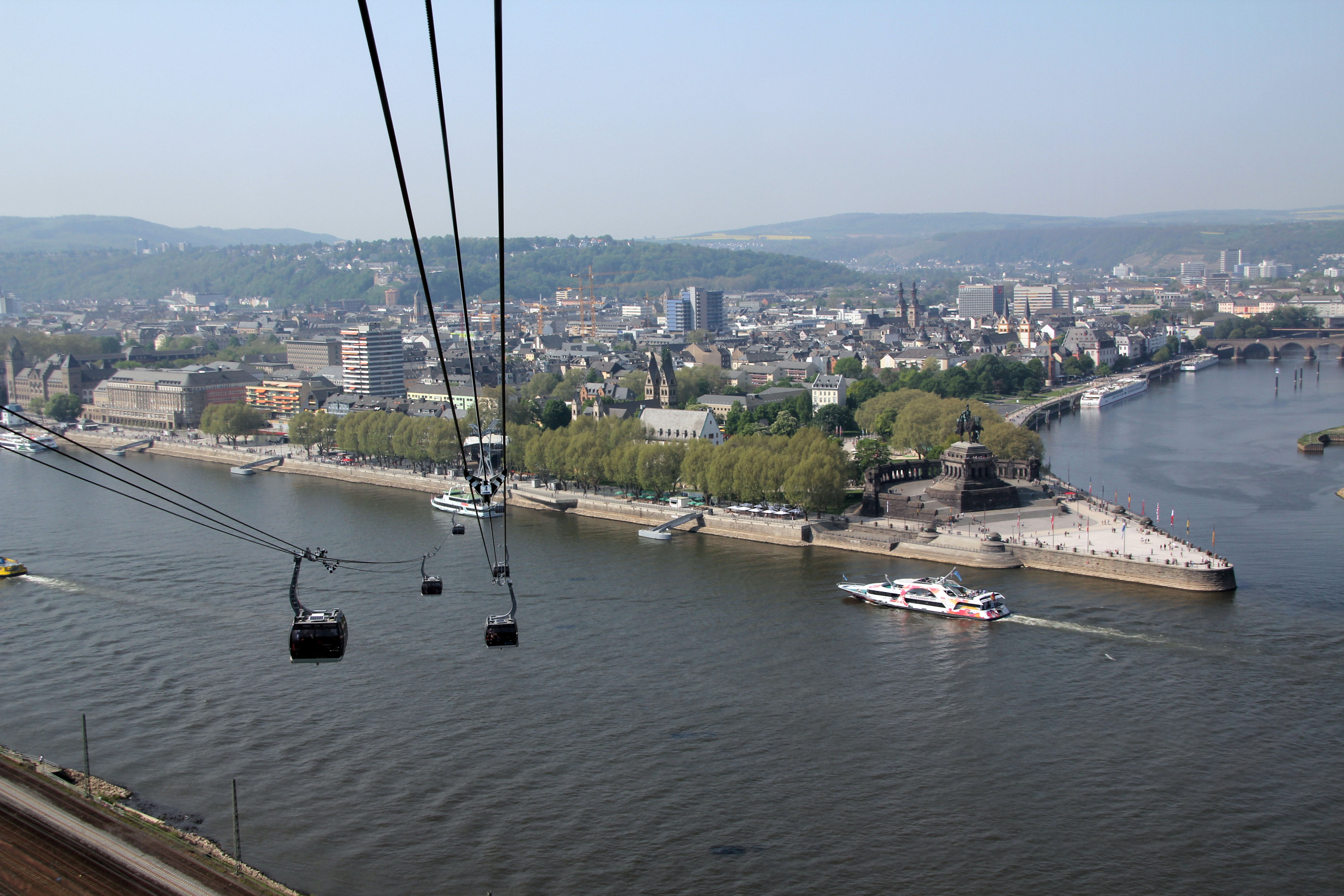